# Узруївський заказник
Узру́ївський заказник — лісовий заказник місцевого значення в Україні. Розташований у межах Новгород-Сіверського району Чернігівської області, на захід від села Узруй.
Площа 291 га. Статус присвоєно згідно з рішенням Чернігівської обласної ради від 11.04.2000 року. Перебуває у віданні ДП «Новгород-Сіверське лісове господарство» (Узруївське лісництво, кв. 8, 35, 37).
Статус присвоєно для збереження трьох частин лісового масиву з цінними насадженнями сосни.

## Галерея

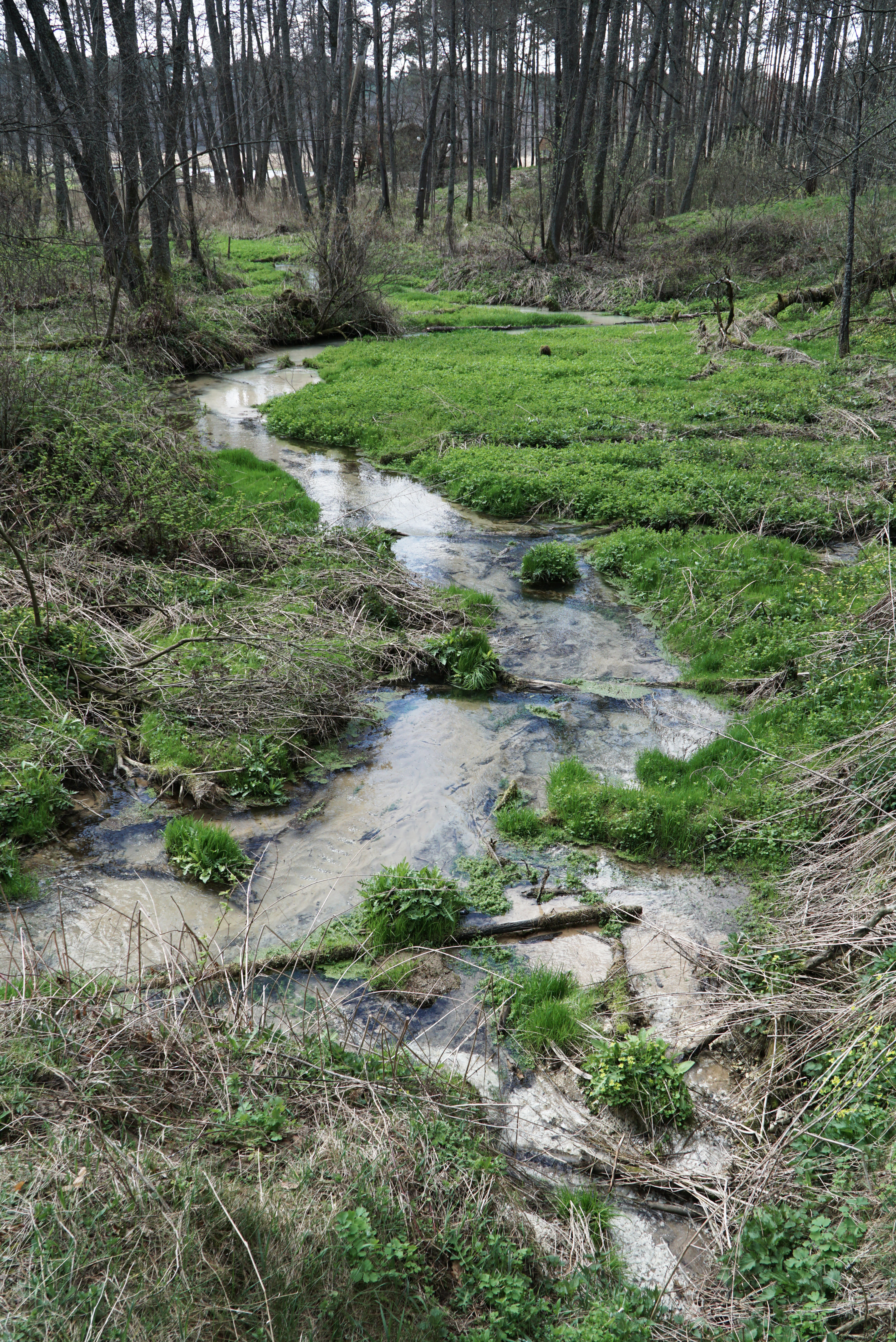
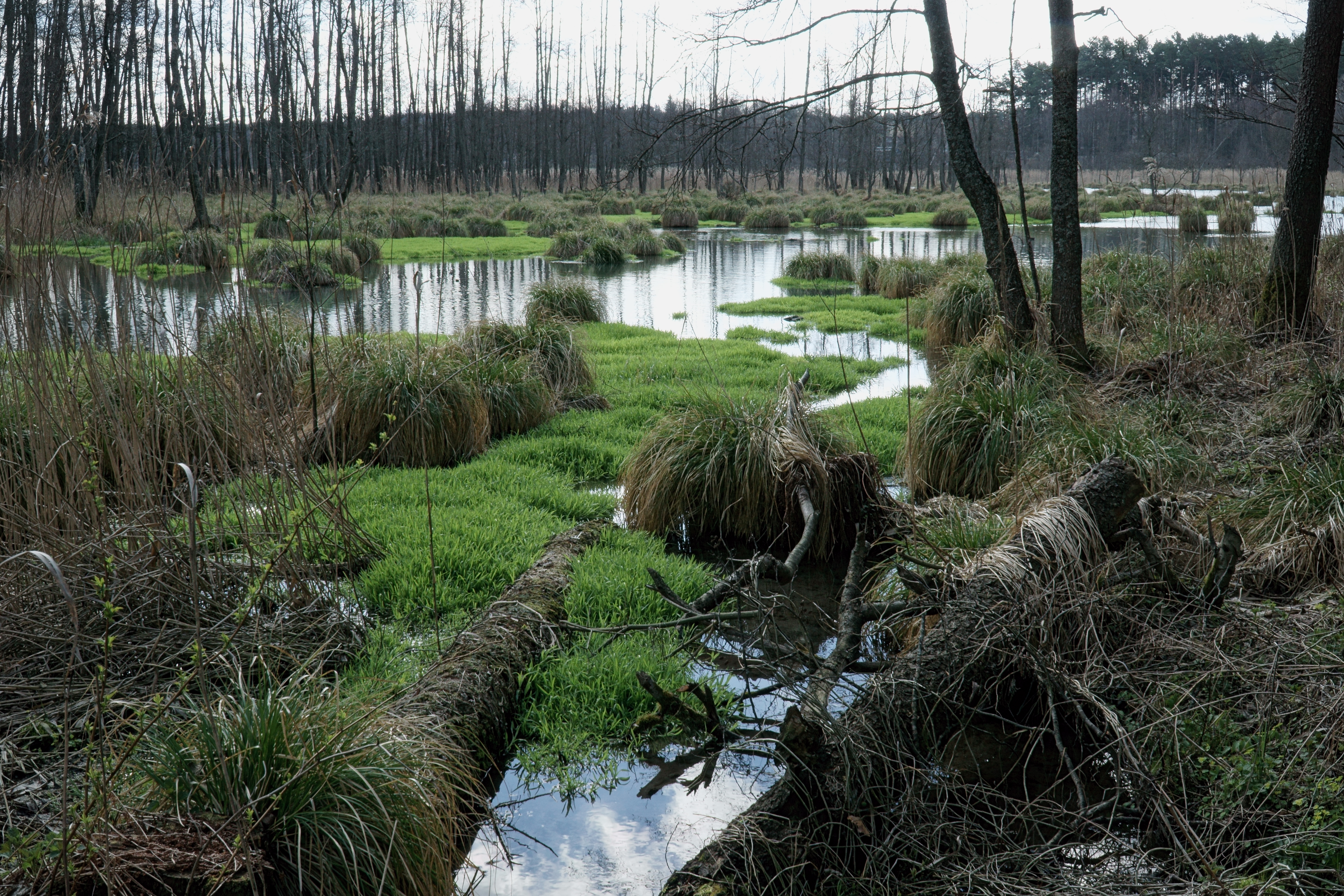
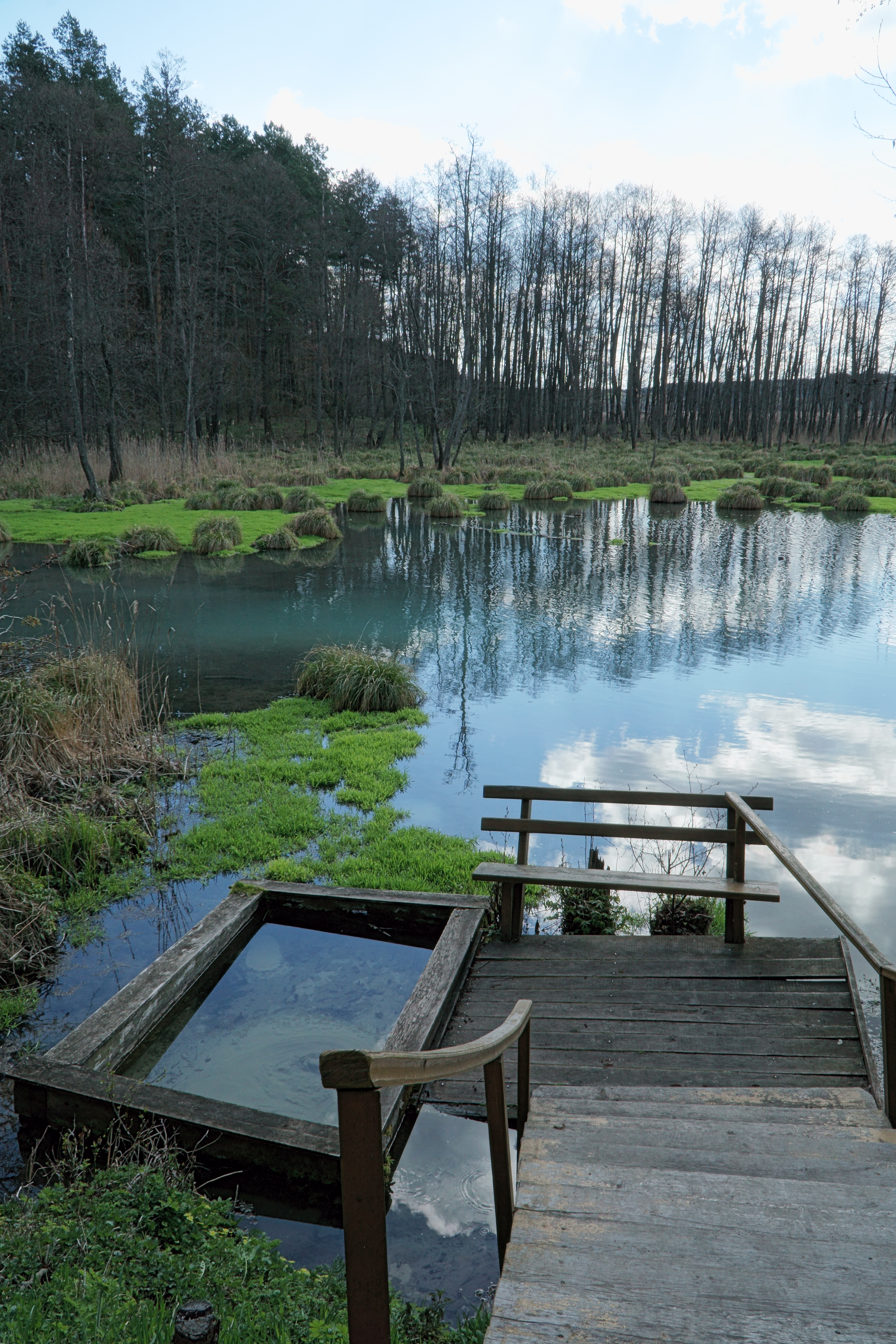